# Hands (singel The Ting Tings)
„Hands” – to utwór brytyjskiego indiepopowego zespołu The Ting Tings. Wydany został 11 października 2010 roku przez wytwórnię płytową Columbia Records jako pierwszy singel z ich drugiego albumu studyjnego, zatytułowanego Sounds from Nowheresville. Twórcami tekstu utworu są Katie White i Jules De Martino, natomiast Calvin Harris zajął się jego produkcją. Do singla nakręcono także teledysk, a jego reżyserią zajął się Warren Fu. „Hands” zadebiutował na 29. pozycji w notowaniu UK Singles Chart.

## Pozycje na listach przebojów
| Kraj              | Lista (2010)            | Pozycja |
| ----------------- | ----------------------- | ------- |
| Australia         | Top 50 Singles          | 57      |
| Belgia (Flandria) | Ultratop 50             | 26      |
| Belgia (Wallonia) | Ultratop 50             | 31      |
| Dania             | Tracklisten Top 40      | 40      |
| Stany Zjednoczone | Hot Dance Club Songs    | 1       |
| Szkocja           | Scottish Singles Top 40 | 25      |
| Szwajcaria        | Singles Top 75          | 70      |
| Wielka Brytania   | Singles Top 100         | 29      |